# Стоенешти (Олт)
Стоенешти (рум. Stoeneşti) насеље је и општина у Румунији у жупанији Олт. Oпштина се налази на надморској висини од 74 m.

## Историја
Место је некад из назив имало одредницу "Срби". То је означавало становнике Србе  у месту током 19. века. Међутим млађи историчари, попут Елене-Камелије Забаве из Крајове, без доказа те иначе асимиловане Србе, преводе у Бугаре.

## Становништво
Према подацима из 2002. године у насељу је живело 2408 становника.

### Попис2002.
| Расподела становништва по националности 2002.‍ | Расподела становништва по националности 2002.‍ | Расподела становништва по националности 2002.‍ | Расподела становништва по националности 2002.‍ | Расподела становништва по националности 2002.‍ |
| --------------------------------------------- | --------------------------------------------- | --------------------------------------------- | --------------------------------------------- | --------------------------------------------- |
|                                               |                                               |                                               |                                               |                                               |
| Румуни                                        | Румуни                                        |                                               | 2.181                                         | 90,6%                                         |
| Роми                                          | Роми                                          |                                               | 227                                           | 9,4%                                          |